# Габрелянов Арам Ашотович
Арам Ашотович Габрелянов (нар. 10 серпня 1961; Дербент, Дагестанська АРСР, СРСР) — російський журналіст і видавець, голова ради директорів ВАТ «Редакція газети Известия», генеральний директор і президент видавничого дому «News Media», президент холдингу «Балтійська медіагрупа», засновник таблоїда — газети «Життя», директор скандально відомого російського пропагандистського «новинного агентства» LifeNews.

## Біографія
Закінчив 1988 року факультет журналістики МДУ за спеціальністю «журналіст». Був розподілений на роботу до Ульяновська, де став кореспондентом газети «Ульяновський комсомолець», потім там же працював секретарем.
22 травня 1990-го Ульяновський обком ЛКСМ перейменував газету «Ульяновський комсомолець» на «Слово до молоді». Незабаром головним редактором ульяновської «молодіжки» став Габрелянов, який зумів підняти тираж газети з 9 до 210 тис. примірників. У 1992-му газета була приватизована своїми співробітниками на чолі з Арамом і ще раз змінила назву на «Симбирские губернские ведомости».
У 1995 році Габрелянов купив в місті Димитровград Ульяновської області газети «Місцевий час» і «Скіфи», створивши на їх базі регіональний видавничий холдинг «Ведомости-Медіа», в який пізніше увійшли газети Нижнього Новгорода, Самари, Саратова і Волгограда. За даними газети «Ведомости», Габрелянов також володів газетами «Красноярський комсомолець» і «Час пік» (Санкт-Петербург).

### Переїзд до Москви
У 1996 році Габрелянов переїжджає в Москву і в 1997 році починає видавати щотижневу газету «Московські відомості». У 2000 році тижневик перейменована в газету «Життя», яка стала відомою завдяки серії скандалів, пов'язаних з публікаціями про особисте життя «зірок» російського шоу-бізнесу. У 2006 році тираж видання перевищив 2 млн примірників.
У квітні 2001 року Габрелянов разом з шістьма співробітниками газети заснував ТОВ «Видавничий дім Життя». У 2005 році пішов з поста генерального директора і головного редактора і у вересні створив холдинг ВАТ «Ньюс Медіа», який сам і очолив. У 2006 році Габрелянов об'єднав у свій холдинг видання, що виходили під брендом «Життя» в 50 містах Росії, продавши 50 % -1 акцію за $40 млн співвласнику інвестиційної групи UFG Борису Федорову. Восени того ж року засновано щоденний таблоїд «Твій День». У 2007 році — голова ради директорів і редакційний директор холдингу, з 2008 року — генеральний директор «Ньюс Медіа». У 2008 році UFG продав свій пакет акцій холдингу «Ньюс Медіа» якомусь «неринкової фонду технічного характеру», імовірно «Національної медіа групи» петербурзького бізнесмена Юрія Ковальчука.
В квітні 2011 року Габрелянов зайняв пост голови ради директорів ВАТ «Редакція газети Известия», що належить «Національної медіа групи». Раніше Габрелянов був призначений заступником генерального директора «Національної медіа групи». Після призначення Габрелянова, в кінці травня 2011 року редакція переїхала з Пушкінської площі, де перебувала з 1926 року — офісний центр на території заводу «Дукс» в промзоні САО Москви. Переїзд був пов'язаний з звільненнями більшої частини співробітників і наймом нових. Частина журналістів колишнього складу назвала зміни «символічним актом насильства» і намагалася обрати новим головним редактором Сергія Мостовщикова, але після виплат вихідної допомоги конфлікт було залагоджено..
19 січня 2015 року вступив на посаду президента холдингу «Балтійська медіагрупа», яка стала вакантною після смерті 9 січня засновника компанії Олега Руднова.

## Конфлікти і скандали
У 2011 році портал Life News опублікував знімки з весілля депутата Державної думи від «Справедливої Росії» Олега Пахолкова, на яких інший депутат-справедливорос Олег Міхєєв був відображений у формі фашистського адмірала Вільгельма Канаріса. Міхєєв подав позов до Габрелянову з вимогою визнати фотографії недійсними, назвав в ефірі РЕН ТВ власника Life News негідником, а після зйомок між Міхєєвим і Габреляновым сталася бійка. Чотири експертизи підтвердили достовірність знімків Міхєєва у фашистській формі, на підставі чого суд Міхєєву в позові відмовив. За зустрічним позовом Габрелянова суд зобов'язав Міхєєва відшкодувати йому моральну шкоду і опублікувати спростування своїм заявам в ефірі РЕН ТВ.
9 квітня 2014 року стало відомо про те, що Габрелянов вирішив закрити українську газету «Життя» через відмову місцевої редакції публікувати на тлі політичної кризи і «російської весни» проросійські матеріали. Зокрема українські журналісти не погодилися випустити надіслані з Москви матеріали «Захисти нас, Росія», «Росія, допоможи» і «Необандеровская диктатура». За словами сина Ашота Габрелянова, що був виконавчим директором News Media, політичного конфлікту з українською редакцією у московського керівництва холдингу не було, а відмову публікувати матеріали співробітники пояснювали можливістю подальшого застосування до них санкцій владою України.
14 жовтня 2015 року депутати петербурзьких Законодавчих зборів звернулися до Володимира Путіна з проханням не допустити одночасного закриття найстаріших міських газет «Вечерний Петербург», «Смена» та «Невское время». Рішення про закриття газет внаслідок збитковості, а також звільнення працівників 100ТВ і його закриття, прийняв Габрелянов, що став в 2015 році новим керівником «Балтійської медіа-групи».
Хакерське угрупування Анонімний інтернаціонал отримало доступ до листування Арама і запропонувало йому викупити її. Після відмови Габрелянова, хакери виклали всі дані до відкритого доступу. Серед іншого, в листуванні містились матеріали про оплату однобічного висвітлення політичних подій журналістами, хабарі, гонорари письменникам Проханову, Лимонову, Дугіну, Познеру тощо.
7 березня 2023 року в єреванському аеропорту «Звартноц» Араму Габрелянову було відмовлено у в'їзді до Вірменії та оголошено заборону на в'їзд до Вірменії.

## Санкції
24 червня 2024 року проти Габрелянова введено персональні санкції ЄС за підтримку путінського режиму.

## Сім'я і особисте життя
Одружений, має двох синів — Артема (генеральний директор BUBBLE.ru) і Ашота Габреляновых (генеральний директор babo.com фактично американський клон lifenews). Ашот постійно проживає в США, в місті Нью-Йорку, а до вересня 2014 року був генеральним директором медіа-ресурсу LifeNews.

## Нагороди
- Російський Орден Пошани (22 квітня 2014) — за високий «професіоналізм та об'єктивність» у висвітленні окупації Криму[24][25]